# Interpol

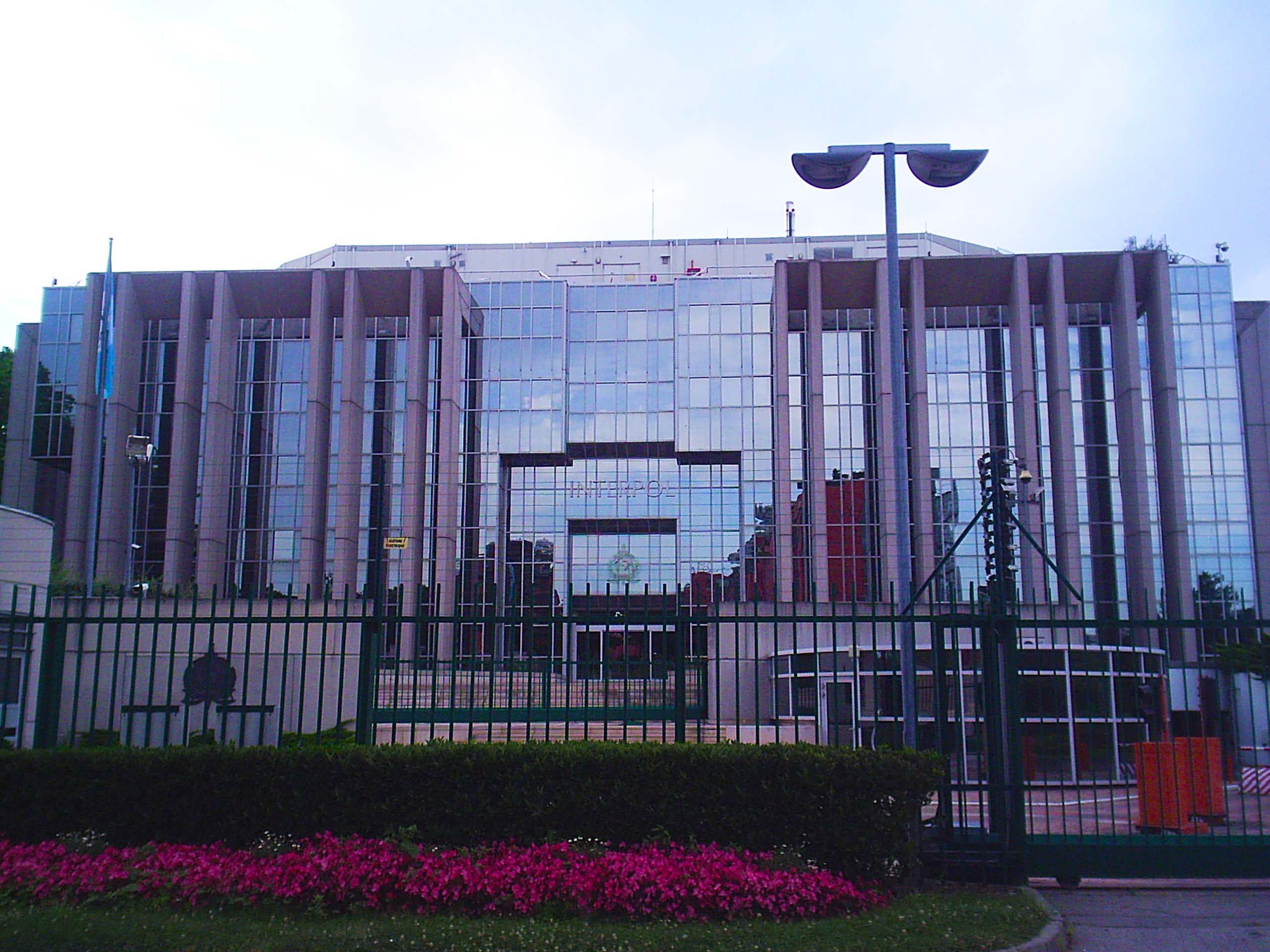
Interpols högkvarter i Lyon, Frankrike.

Karta med länder som är medlemmar i Interpol i blå färg.

Interpol, officiellt ICPO–INTERPOL (fram till 1956 International Criminal Police Commission), är en internationell organisation för kriminalpoliskårer. Organisationen grundades 1923 och är världens tredje största internationella organisation,[källa behövs] efter FN och FIFA, och världens största internationella polisorganisation med 196 medlemsländer (2023). Interpols syfte är att möjliggöra och underlätta internationellt polissamarbete och att bekämpa transnationell och annan internationell brottslighet.

## Historia
1914 hölls en första internationell kriminalpolis-kongress i Monaco med deltagare från 14 olika länder. 1923 bildades International Criminal Police Commission (ICPC) på initiativ av den dåvarande chefen för polisen i Wien, Johannes Schober. Organisationen fick sitt högkvarter i Wien i Österrike.
Genom Anschluss blev Österrike en del av det nazistiska Tredje riket och ICPC kapades av de nazistiska myndigheterna och gjordes om till en tysk underrättelseorganisation med Arthur Nebe som ordförande. 1942 flyttades organisationen till Berlin. Ett stort antal länder lämnade då ICPC. 
Vid krigsslutet 1945 upphörde organisationen att existera i praktiken, men 1946 påbörjades arbetet med att återuppbygga det internationella polissamarbetet med Belgien som främsta initiativtagare. Ett nytt högkvarter bildades i Saint-Cloud utanför Paris och man började återskapa de gamla arkiven. Organisationen antog telegramadressen "Interpol".
1956 bytte organisationen namn till International Criminal Police Organization – Interpol, förkortat ICPO-Interpol. 1971 erkände FN Interpol som en mellanstatlig organisation. Organisationen fick ett nytt högkvarter 1989, då den flyttade till Lyon.

## Organisation
Interpols syfte är att främja och möjliggöra polisiärt samarbete över nationsgränser. Organisationen leds av en generalförsamling bestående av en delegat från varje medlemsstat. Generalförsamlingen utser en Exekutiv kommitté bestående av tretton personer. Kommittén leds av Interpols President. (1976-1980 var Sveriges förste rikspolischef Carl G Persson president för Interpol och 1994-1996 innehade Sveriges dåvarande rikspolischef Björn Eriksson samma befattning.)
Vid sidan av Generalförsamlingen och den Exekutiva kommittén finns Generalsekretariatet under en generalsekreterare. Generalsekretariatet har sitt huvudkontor i Lyon och har sex regionala kontor i Argentina, Elfenbenskusten, El Salvador, Kenya, Thailand och Zimbabwe, plus ett förbindelsekontor vid FN i New York. 
Varje medlemsstat har ett lokalkontor (National Central Bureau, NCB) bemannat av personal ur det egna landets polis. I Sverige utgör Rikskriminalpolisen NCB.

## Verksamhet
Interpols verksamhet grundas på tre huvudsakliga funktioner: 
- Ett globalt kommunikationsnät. Interpol har ett kommunikationssystem, I-24/7, som möjliggör för poliser världen över att dela information om kriminella och kriminalitet.
- Operativ information och databaser. Interpols databaser innehåller information om kriminella, som namn, fingeravtryck och DNA-profiler, och information om stulen egendom som pass, fordon och konstverk.
- Operativt stöd. Interpol stödjer poliser och andra myndighetspersoner på fältet.

Ett lands lokala kontor, NCB, är kontaktpunkt för att utbyte mellan det landet och Interpols Generalsekretariat, regionala kontor och medlemmar som behöver hjälp med efterlysningar och eftersökningar.
Interpols stadgar tillåter inte att organisationen engagerar sig i brott som inte överskrider gränserna mellan flera medlemsstater, eller i brott som har politisk, militär, religiös grund. 
Interpol har fem prioriterade brottskategorier:
- Narkotika och organiserad brottslighet, inklusive trafficking.
- Ekobrott och IT-brott, inklusive förfalskningar, kreditkortsbedrägerier, intellektuell egendom och cyber-brottslighet.
- Förrymda brottslingar.
- Allmän säkerhet och terrorism.
- Trafficking och människosmuggling.

## Sverige och Interpol
Sverige blev medlem i Interpol 1926. I Sverige genomförs det dagliga Interpolarbetet av Internationella enheten  som är en del av Nationella operativa avdelningen NOA tidigare nämnt Rikskriminalpolisen under Rikspolisstyrelsen. Även andra myndigheter, som åklagare, tull, kriminalvård och kustbevakning, deltar i Interpolarbetet. Vanliga åtgärder som går genom Interpol är begäran om förhör, efterlysningar av försvunna och häktade personer, fastställande av personers identitet och uppgifter om fordon i samband med brott. När en begäran från ett annat land inkommer via Interpol till Sverige bedöms det om den överensstämmer med svensk lag innan den genomförs.

## Interpols medlemsländer
| - Afghanistan - Albanien - Algeriet - Andorra - Angola - Antigua och Barbuda - Argentina - Armenien - Aruba - Australien - Azerbajdzjan - Bahamas - Bahrain - Bangladesh - Barbados - Belgien - Belize - Benin - Bolivia - Bosnien och Hercegovina - Botswana - Brasilien - Brunei - Bulgarien - Burkina Faso - Burma - Burundi - Centralafrikanska republiken - Chile - Colombia - Costa Rica - Curaçao - Cypern - Danmark - Djibouti - Dominica - Dominikanska republiken - Ecuador - Egypten - Ekvatorialguinea - El Salvador - Elfenbenskusten - Eritrea - Estland - Etiopien - Fiji - Filippinerna | - Finland - Frankrike - Förenade arabemiraten - Gabon - Gambia - Georgien - Ghana - Grekland - Grenada - Guatemala - Guinea-Bissau - Guinea - Guyana - Haiti - Honduras - Hongkong - Indien - Indonesien - Irak - Iran - Irland - Island - Israel - Italien - Jamaica - Japan - Jemen - Jordanien - Kambodja - Kamerun - Kanada - Kap Verde - Kazakstan - Kenya - Kina - Kirgizistan - Komorerna - Kongo-Brazzaville - Kongo-Kinshasa - Kroatien - Kuba - Kuwait - Laos - Lesotho - Lettland - Libanon | - Liberia - Libyen - Liechtenstein - Litauen - Luxemburg - Madagaskar - Malawi - Malaysia - Maldiverna - Mali - Malta - Marocko - Marshallöarna - Mauretanien - Mauritius - Mexiko - Moldavien - Monaco - Mongoliet - Montenegro - Moçambique - Namibia - Nauru - Nederländerna - Nepal - Nicaragua - Niger - Nigeria - Nordmakedonien - Norge - Nya Zeeland - Oman - Pakistan - Palau - Palestina - Panama - Papua Nya Guinea - Paraguay - Peru - Polen - Portugal - Qatar - Rumänien - Rwanda - Ryssland - Saint Kitts och Nevis - Saint Lucia - Saint Vincent och Grenadinerna | - São Tomé och Príncipe - Salomonöarna - Saudiarabien - Schweiz - Senegal - Serbien - Seychellerna - Sierra Leone - Singapore - Sint Maarten - Slovakien - Slovenien - Somalia - Spanien - Sri Lanka - Storbritannien - Sudan - Sydsudan - Surinam - Swaziland - Sverige - Sydafrika - Sydkorea - Syrien - Tadzjikistan - Tanzania - Tchad - Thailand - Tjeckien - Togo - Tonga - Trinidad och Tobago - Tunisien - Turkiet - Turkmenistan - Tyskland - Uganda - Ukraina - Ungern - Uruguay - USA - Uzbekistan - Venezuela - Vietnam - Vitryssland - Zambia - Zimbabwe - Österrike - Östtimor |

## Interpol i populärkultur
- Carmelita Fox och några andra karaktärer i Sly Cooper-spelen arbetar för Interpol.
- Dupondtarna, detektiver från Tintins äventyr, är Interpol-agenter.
- Kommissarie Gadget kommer från Interpol.
- Kommissarie Zenigata från Lupin III arbetar för Interpol.
- I filmen Hitman blir Agent 47 jagad av två Interpol-agenter.
- Chun Li från TV-spelsserien Street Fighter är kommissarie i Interpol.
- Franziska Von Karma i Ace Attorney-serierna arbetar ibland för Interpol.